# 瑞安学派
瑞安学派，又称永嘉学派、瑞安新学、温州学派，是活跃于晚清至民国的改良主义学派，这一学派人物大多是温州同乡、亲戚、师生，因此被被胡适称作北京大学中的“温州学派”。这一学派推崇宋代永嘉学派“事功”学说，在思想主张上相对保守，提倡保存国粹、捍卫中国传统文化，因此反对新文化运动的激进改革，成为胡适等人的主要批判对象，最终在1930年代退出北大、逐渐瓦解。

## 历史
近代瑞安学派兴起，或言之永嘉学派的复兴，始于瑞安孙氏的孙希旦家族和孙衣言、孙锵鸣、孙怡让家族。自两宋以来，温州学术陷入衰退，至清代中叶颓势难掩，孙希旦认为要想逆转这种趋势，就必须恢复温州文化最昌盛时候的永嘉先生传统以“敬乡强国”。在他之后，孙衣言在鸦片战争之前就已经参与到“江亭修禊”中，并在后来的“顾祠修禊”等活动中逐渐摒弃汉学与宋学的门户之间，接受了顾炎武等的经世致用之说。孙衣言从1869年开始整理永嘉“事功学派”学理脉络，并将之命名为“永嘉学派”，并和黄绍箕等人在乡里兴办教育希望重振永嘉学术，培养了许启畴、金晦、陈国桢、陈虬、陈黻宸、宋恕等后辈。陈虬在1880年的《行路难》中已经将自己的学派称作“东瓯学派”，宋恕在1909年《题温州师范学校》中也写道“当立志使永嘉学派复活”，由此学派的年轻一代也组织起“求志社”，并于1902年在上海由陈黻宸创办学派刊物《新世界学报》，吸引了马叙伦、杜士珍、黄群、汤尔和、黄式苏等人的参与。
最早进入北大任教大的瑞安人属任职北京大学史学教授的陈黻宸，研究国学的马叙伦、出任北大庶务长的章献猷则是其门生。陈黻宸的侄子陈怀，外甥林辛、林损，同在北京大学授课。在国史纂辑处担任特别纂辑员的孙诒棫系孙怡让堂弟，任校长室秘书兼《北京大学月刊》事务员孙宣系孙锵鸣孙，另外还有研究现代农学的许璇，三人均系瑞安同乡。陈黻宸、陈怀在1917年、1922年相继过世后，林损成为了瑞安学派的核心人物。林损在新文化运动中加入国粹派，与胡适、蒋梦麟、刘半农、傅斯年等人交恶，胡适等人视其与背后的“温州学派”为北大改革的阻碍，1934年胡适、蒋梦麟借助大学机构改革的机会，以需要聘用中西兼通的教授为由解聘林损。胡适在晚年回忆时称：“（陈黻宸、林损）他们舅甥两人没有什么东西，值不得一击的。”
1934年陈怀长子陈谧在家乡瑞安创办《瓯风》杂志，仍然是以兴复永嘉学为己任，撰稿有刘绍宽、黄式苏、高谊、池志澂、林损、王理孚，编辑有宋墨庵、孙孟晋、李孟楚、梅冷生、夏承焘、陈闳慧，均为温州籍人物。然而《瓯风》仅仅创办一年之后，便于1935年12月宣告停刊。瑞安学派的学者处于清末民初的转型阶段，胡适、梁启超将其中的孙氏视作注重科学、反理学的乾嘉汉学继承者，反而将陈氏、林氏视作反科学、旧理学，而钱基博则批评胡适、梁启超漠视了学派的永嘉学传统。1949年后林氏后人林尹在台湾撰写《中国学术思想史大纲》，才将近现代的“永嘉学派”列为“征实学”谱系。

## 学术思想
正如历史上的永嘉学派在理学和心学之间中立，近代的永嘉学人也希望在道光以来“汉学”（乾嘉考据学派）和“宋学”（主要指宋明理学）之间中立，正如孙怡让在刊印《永嘉丛书》所说，“综汉宋之长而通其区畛”，而孙氏自己则主要通过“以史学补汉学之短”发轫，大量收集整理研究地方学术史，并在甲骨文研究方面有开创性贡献。陈黻宸也是以史学为专长，提倡史学和现代科学的各种具体学科相结合，尤其重视社会学和史学的结合，批判乾嘉学派忽视社会研究而埋首经文、宋明理学只顾空谈而不切实际。宋恕则重视世界史研究，批评晚清以来的《海国图志》等书“题名皆陋，将以尊内，适使外人笑我学者为井蛙，是反辱国矣”。总而言之，温州史学继承宋代永嘉学派重视史学和清代乾嘉学派重视考据的传统，以经世致用为主要目的，提倡以现代科学改造传统史学。
瑞安学派的学者大多是传统经学教育出身，虽然批判传统理学，但是也反对打倒传统文化，对西方文化侵蚀传统文化的现象深感忧虑。孙怡让在致信友人中表示了对基督教在温州传播的忧虑，批判学者只顾古文而无视现实中的威胁，将来中国儒学或毁于一旦。孙锵鸣在任教上海龙门书院时，就抨击了当时僵化保守的传统理学，提出要用现代科学改造理学，这样的理学才是“真理学”。宋恕则彻底否定理学，质疑理学“古今无无理之学，别立理学之名，于理学之解则茫然矣”，认为理学并非是正统的儒学，致力于推广宋代永嘉学派学说。陈黻宸同样推崇永嘉学派的“事功”，认为“事功”反映了读书人对于天下的担当，儒家的精神不在于空谈而在于“事功”。然而陈黻宸虽然痛心疾首于儒家纲常伦理对于中国发展的限制，但同样反对全面抛弃儒家的思想，认为儒学的六经之于中国人如同卢梭、伏尔泰、孟德斯鸠之于西方人，断不可因噎废食。在新文化运动中，瑞安学派最后的代表人物林损加入了国粹派阵营，担任《国故》特约编辑，出版《汉学存废问题》《汉字存废问题》《注音字母为灭汉学之原》反对胡适、钱玄同，他以“学无所谓新旧，更无须乎调停，唯其是而已”的理由反对新文学、新文化人为的改革，主张学术没有新旧之分，应该顺其自然、自由发展。

## 基层建设
瑞安学派的学者重视基层建设，主要关注宗族和乡学，希望借此重新振兴中国乡村。因此他们一方面重视谱牒、家学、地方传承，将恢复自太平天国之乱以来散落的典籍为己任，试图建立依照宗法原则以宗族为中心的基层治理；另一方面重视文教事业，在城市以外的乡下创办学校教化百姓，并且将自己家的家塾开放给同乡后辈，在外任教传播家学，培养了一大批儒学人才。然而，一方面温州以商业为主的经济结构不能支持宗法基于族田的农业生存方式，这反而会加剧了地方大族的土地兼并，导致小宗难以维持这套体系；另一方面宗族纽带和家学渊源并没有真正作用于乡民，这些传承往往碍于亲疏只能惠及一小部分人，反而强化地方望族之间的联合，致使瑞安学派兼具门阀和学阀的特点。
瑞安学派兴办乡学主要以孙诒让为代表，他们将教育视作强国的根本。1896年孙氏等兴办瑞安方言馆、学计馆，这两所学校后来合并并演化为瑞安中学。同年，传教士创办艺文学校，孙诒让则率领学生表示欢迎，认可用西洋文明启迪地方民智。瑞安最早的小学也是这一年建立。1897年永嘉蚕学馆成立。1899年孙氏辟家塾为瑞平化学学堂。1902年成立温州府学堂。1904年刘绍宽到日本后，接纳留日学生建议，提倡建立温处学务分处，这也是温州大学的前身。根据1911年《浙江教育官报》的统计，温州原定设立新式学堂44所，实际则建立了126所，温州兴办新式教育的热情在全省前列。陈虬的利济医院开创了中国初级医学教育的先河，陈黻宸则在两广方言学堂大力引进外国教师，并在回乡后接手利济医院创办温州中学医学堂，陈氏也因此被认为精通新式教育而游走于各大院校。
瑞安学派提倡经世致用，秉持实用主义态度乐于吸收西方文化，在推动农业现代化和近代工业发展方面也有贡献。孙怡让身体力行实践振兴实业的主张，开发了永嘉铅矿，开辟了温州到上海、瑞安至宁波沿海汽船航线以及瑞安、温州、鳌江之间的内河航运，领导瑞安商会抵制美货，开创了温州兴办新式工业的风气。1896年上海农学会成立之后，瑞安学派学者也积极加入，并且召集同仁在瑞安创办分会，主张“农学为富强之本，其于本邑尤为急务”，调查研究了本地的农业资源，力图复兴地方农业。